# Vernoeming
Vernoeming is het geven van de voornaam van een persoon aan een pasgeboren kind.
Het algemeenst is het vernoemen naar familieleden en kennissen, maar kinderen worden ook vernoemd naar religieuze of historische figuren en andere bekende personen zoals leden van het koningshuis, politici, sportlieden, kunstenaars enz.

## Nederland
In Nederland werd tot kort na de Tweede Wereldoorlog vrijwel standaard naar familieleden vernoemd. Hiervoor golden vaste tradities die regionaal wel enigszins konden verschillen, maar doorgaans neerkwamen op dezelfde structuur.

### Vernoeming zoons
Voor zoons geldt de volgende vuistregel:
- 1e zoon: vader van de vader
- 2e zoon: vader van de moeder
- 3e zoon: oudste broer van de vader (of: de vader van de vader van de vader)
- 4e zoon: oudste broer van de moeder (of: de vader van de vader van de moeder)
- 5e zoon: tweede broer van de vader (of: de vader van de moeder van de vader)
- 6e zoon: tweede broer van de moeder (of: de vader van de moeder van de moeder) enz.

### Vernoeming dochters
Voor dochters gold hetzelfde, maar dan langs moederszijde: 
- 1e dochter: moeder van de moeder
- 2e dochter: moeder van de vader
- 3e dochter: oudste zus van de moeder (of: moeder van de moeder van de moeder)
- 4e dochter: oudste zus van de vader (of: moeder van de moeder van de vader)
- 5e dochter: tweede zus van de moeder (of: moeder van de vader van de moeder)
- 6e dochter: tweede zus van de vader (of: moeder van de vader van de vader) enz.

### Uitzonderingen
Wanneer een kind jong overleed, kwam het heel vaak voor dat de naam van dat kind opnieuw werd gebruikt voor een volgend kind van hetzelfde geslacht. Het tweede kind was dan niet vernoemd naar het eerste kind, maar naar de persoon naar wie het eerste kind was vernoemd. Door het overlijden was het vernoemingspatroon verbroken en dit kon worden hersteld door een volgend kind dezelfde naam te geven.
Bij een tweede huwelijk naar aanleiding van het overlijden van de eerste partner, komt het voor dat het eerste kind -meestal van hetzelfde geslacht, maar niet per definitie- van het tweede huwelijk vernoemd werd naar de overleden partner.

## Meerdere kinderen met dezelfde naam
Door een zeer rigide toepassing van de vernoemingstradities kon het ook voorkomen dat meerdere tegelijkertijd levende kinderen in hetzelfde gezin dezelfde naam hadden. Twee broers die allebei Jan heetten, werden dan bijvoorbeeld onderscheiden als Oudejan en Jongejan.

## Vernoeming naar niet familieleden
Sinds medio twintigste eeuw zijn vernoemingen naar publieke personen gebruikelijk. Er zijn sterke aanwijzingen dat  dergelijke vernoemingen sociaal-cultureel bepaald zijn, oftewel afhankelijk van culturele voorkeuren, inkomen en opleiding. Zo zouden kinderen uit sociaal-economische lagere klassen vaker naar Engelse personen uit film, muziek e.d. vernoemd worden. Op enig moment werden mensen met een dergelijke naam op voorhand in verband gebracht met lagere sociale milieus. Dit verschijnsel is wel aangeduid als Kevinisme, afgeleid van de gewoonte om jongens Kevin te noemen, naar een lid van de populaire jongensband  Backstreet Boys. Ook vernoemingen naar personen uit de elite komen in bepaalde groepen meer voor.